# Calofulcinia elegans
Espèce
Synonymes
- Calofulcinia chloeon Werner, 1928[2]
- Burgersia chloeon Werner, 1928[2]

Calofulcinia elegans est une espèce d'insectes de l'ordre de Mantodea, de la famille des Iridopterygidae, de la sous-famille des Nanomantinae et de la tribu des Fulcinini. Il s'agit de l'espèce type de son genre. Elle se rencontre en Nouvelle-Guinée.

## Publication originale
- (it) Giglio-Tos, E., 1915 : « Mantidi esotici. Generi e specie nuove ». Bullettino della Società entomologica italiana.